# Полет 1713 на „Континентал Еърлайнс“
Полет 1713 на „Континентал Еърлайнс“ е редовен вътрешен пътнически полет от международното летище „Стейпълтън“, Денвър, Колорадо, до летище „Бойзи“, Бойзи, Айдахо, Съединените американски щати, управляван от „Континентал Еърлайнс“. На 15 ноември 1987 г. самолетът „Макдонал Дъглас DC-9-14“, който изпълнява полета, се разбива при излитане в снежна буря от Денвър и убива 25 пътници и 3 членове на екипажа от общо 82 души на борда на машината.
Разследването на Националния съвет за безопасност на транспорта установява, че най-вероятната причина за инцидента е комбинация от фактори: невъзможността на командира да обезледи самолета за втори път преди излитане, прекомерната ротация при излитане от първия офицер и неопитността на екипажа. За инцидента допринасят липсата на регулаторни или управленски контроли, които да следят действията на новоквалифицираните членове на екипажа, и объркването, което съществува между членовете на екипажа и авиодиспечерите, което довежда до забавяне на излитането.
След катастрофата „Континентал Еърлайнс“ потвърждава процедурите си за справяне с обезледяването и разработва компютризирана програма за разпределение на задачите, която да предотврати възможността екипаж с по-малък опит да управлява този модел самолети. Девет месеца след катастрофата, по време на полет 1141 на „Делта Еър Лайнс“ друг самолет се разбива в Далас при сходни обстоятелства. Когато Националният съвет за безопасност на транспорта публикува доклада си за инцидента при полет 1713, изрично е споменат фактът, че преди излитане се провеждат „почти 3 минути нерелевантни социални разговори“ между членовете на екипажа.